# Lomariopsis intermedia
Lomariopsis intermedia là một loài thực vật có mạch trong họ Lomariopsidaceae. Loài này được (Copel.) Holttum mô tả khoa học đầu tiên năm 1932.